# Junior Senior

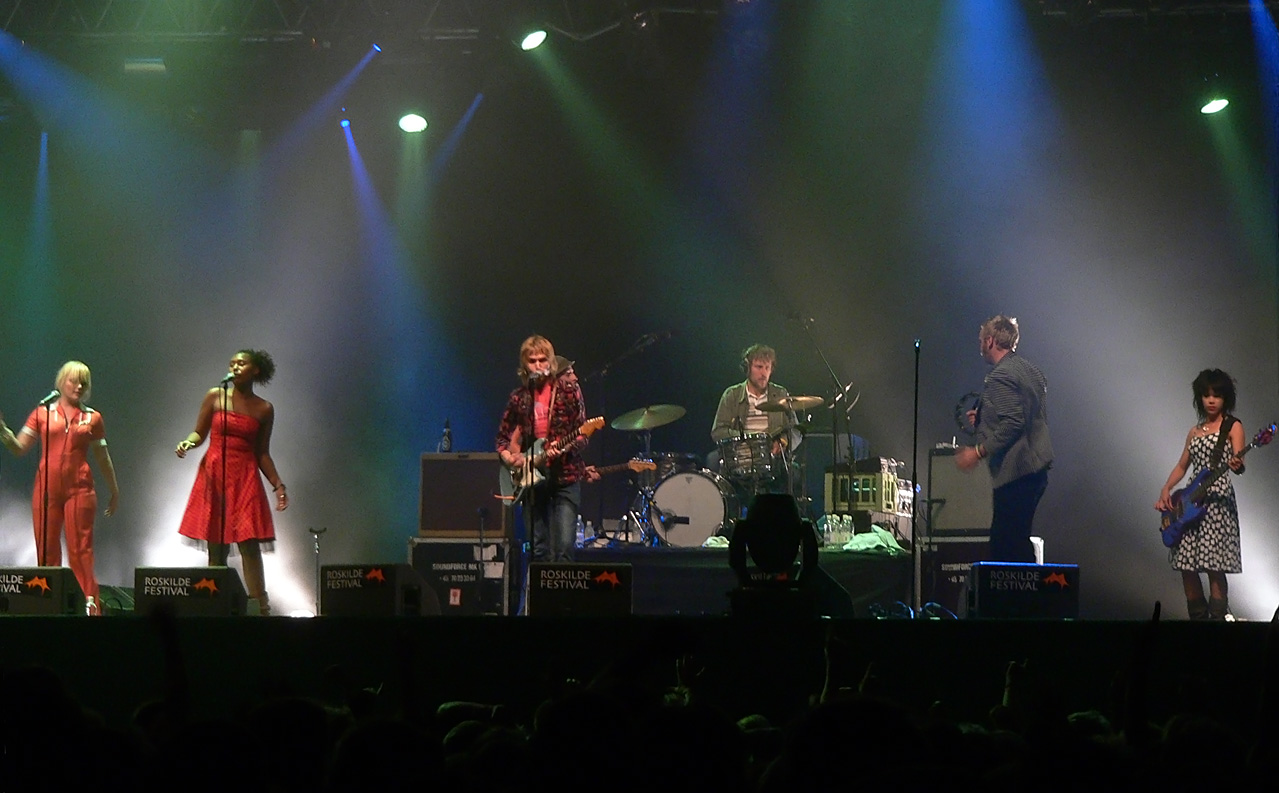
Junior Senior (2005)

Junior Senior war ein dänisches Duo aus Thisted, Jütland, deren Stil sich zwischen Motown, Rock und Hip-Hop bewegt. Sie wurden vor allem durch die Single Move Your Feet populär.

## Geschichte
Mitglieder waren Jesper Mortensen (alias Junior, * 7. Februar 1979) und Jeppe Breum Laursen (alias Senior, * 25. Dezember 1975). Beide hatten schon vor der Gründung von Junior Senior bei der Band Ludo X zusammengearbeitet. 2003 erschien ihr Debütalbum D-D-Don’t Don’t Stop the Beat mit der Hitsingle Move Your Feet, die sich mehr als zwei Monate in den britischen Top Ten halten konnte. 2008 löste sich Junior Senior auf.

## Diskografie

### Alben
- 2003: D-D-Don’t Stop the Beat
- 2005: Hey Hey My My Yo Yo

### EPs
- 2003: Rhythm Bandits
- 2003: Boy Meets Girl
- 2007: Say Hello, Wave Goodbye

### Singles
- 2002: Move Your Feet
- 2002: Shake Your Coconuts
- 2005: Itch U Can’t Skratch
- 2006: Can I Get Get Get

## Auszeichnungen für Musikverkäufe
Anmerkung: Auszeichnungen in Ländern aus den Charttabellen bzw. Chartboxen sind in ebendiesen zu finden.
| Land/RegionAuszeichnungen für Musikverkäufe (Land/Region, Auszeichnungen, Verkäufe, Quellen) | Gold  | Platin  | Verkäufe | Quellen   |
| -------------------------------------------------------------------------------------------- | ----- | ------- | -------- | --------- |
| Dänemark (IFPI)                                                                              | Gold1 | —       | 45.000   | ifpi.dk   |
| Vereinigtes Königreich (BPI)                                                                 | —     | Platin1 | 600.000  | bpi.co.uk |
| Insgesamt                                                                                    | Gold1 | Platin1 |          |           |